# Xilòfon
El xilòfon és un instrument musical de percussió que consisteix en barres de fusta colpejades per baquetes. Igual que el glockenspiel, el xilòfon consisteix essencialment en un conjunt de tecles afinades disposades a la manera del teclat d’un piano. Cada barra és un idiòfon sintonitzat amb un to de l'escala musical, ja sigui pentatònic o heptatònic en el cas de molts instruments africans i asiàtics, diatònic en molts instruments infantils occidentals o cromàtic per a ús orquestral.
El terme prové de les paraules gregues ξύλον - xylon, "fusta" + φωνή - phōnē, "so, veu", significa literalment "so de fusta". El terme xilòfon inclou generalment tots aquests instruments com la marimba, el balàfon i fins i tot el semantró. Tanmateix, a l'orquestra, el terme xilòfon es refereix específicament a un instrument cromàtic d’alçada i timbre una mica més alt que la marimba. Una persona que toca el xilòfon s'anomena xilofonista o simplement com el qui toca el xilòfon.
El terme també s'utilitza popularment per referir-se a instruments similars dels tipus de litòfon i metal·lòfon. Per exemple, el Pixifon i moltes joguines similars descrites pels fabricants com a xilòfons tenen barres de metall en lloc de fusta i, per tant, en organologia es consideren com a glockenspiel en lloc de xilòfons.

## Construcció de xilòfons

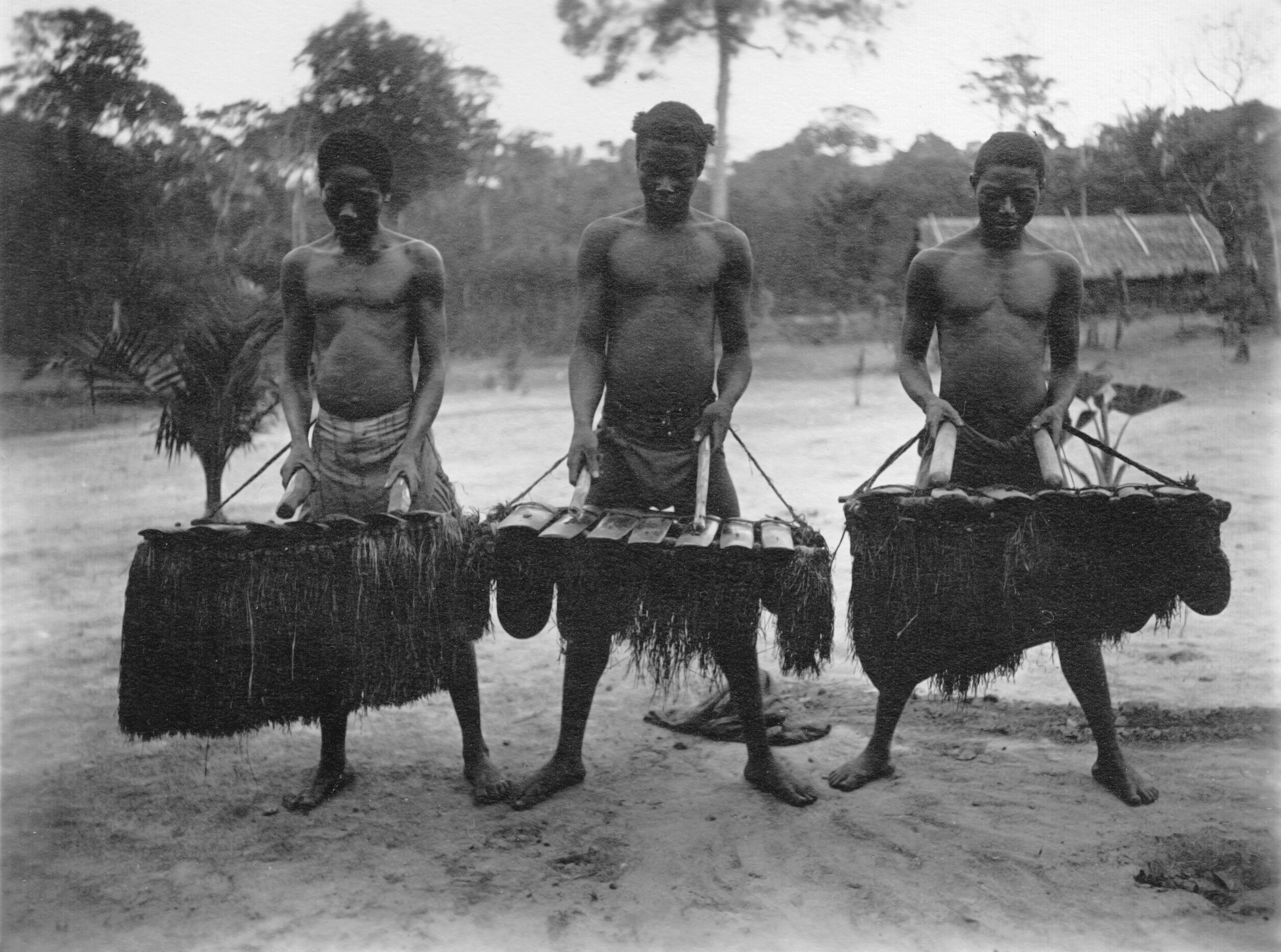
Camerun, cap a l'any 1914

El xilòfon occidental modern té barres de palissandre, pterocarpus o diversos materials sintètics com la fibra de vidre o el plàstic reforçat amb fibra de vidre que permet un so més fort Alguns tenen dues mitges octaves tot i que el més habitual és que tinguin tres mitges octaves o quatre. De la mateixa manera que el glockenspiel, és un instrument transpositor.
Els xilòfons de concert tenen ressonadors tubs sota les barres per millorar el to i allargar-lo. Els marcs són de fusta o tubs d’acer: els xilòfons més cars tenen un ajust d’alçada i una major estabilitat al suport. En altres cultures musicals, algunes versions tenen carbasses que actuen com el ressonadors Helmholtz. Altres són xilòfons "a mitja" amb un sol cos buit que actua com a ressonador de totes les barres. Els mètodes antics consistien a disposar les barres sobre feixos de palla lligats i, com es practica encara avui, col·locar les barres contigües entre si en un disseny semblant a una escala. Les antigues baquetes eren de fusta de salze amb bols semblants a culleres als extrems.
Els xilòfons s’han de tocar amb baquetes de goma molt dura o acrílics. De vegades, les baquetes de goma de mitjana a dura, els nuclis molt durs o els de fil s’utilitzen per obtenir efectes més suaus. Es poden crear tons més clars als xilòfons utilitzant-ne amb cap de fusta fets de palissandre, banús, bedoll o altres fustes dures.

## Origen
L'instrument té uns orígens poc clars. L'evidència més antiga d'un veritable xilòfon és del segle IX al sud-est d'Àsia, mentre que un instrument similar de fusta penjant, un tipus de panharmònic, es diu que va existir el 2000 aC. en el que ara és part de Xina. El ranat, semblant a un xilòfon, s'utilitzava a les regions hindús (kashta tharang). A Indonèsia, algunes regions tenen el seu propi tipus de xilòfons. A Sumatra del Nord, el poble Toba Batak utilitza xilòfons de fusta coneguts com a Garantung (lletrejat: "garattung"). Java i Bali utilitzen xilòfons (anomenats gambang, Rindik i Tingklik) en els conjunts de gamelan. Continuen tenint una importància tradicional a Malàisia, Melanèsia, Indonèsia, Tailàndia, Myanmar i regions d'Amèrica. A Myanmar, el xilòfon es coneix com a Pattala i sol estar fet de bambú.
A Àfrica, el terme marimba també s'aplica a diversos instruments folklòrics tradicionals, com ara el balafó d'Àfrica Occidental. Les primeres formes es construïen amb barres sobre una carbassa.

## Xilòfon occidental
El primer esment a un xilòfon a Europa va ser a l'obra Spiegel der Orgelmacher und Organisten (1511) d'Arnolt Schlick, on se l'anomena hültze glechter ("traqueteig de fusta"). Després hi ha altres descripcions de l'instrument, però el terme " xilòfon" no s'utilitza fins a la dècada de 1860. L'instrument estava associat amb la música folklòrica de l'est d'Europa, especialment Polònia i l'est d'Alemanya. Una versió primitiva va aparèixer a Eslovàquia, i la referència més primerenca a un instrument similar data del segle XIV.
El primer ús orquestral a Europa va ser a l'obra Dansa Macabra, de Camille Saint-Saëns el 1874. Per aquella època l'instrument ja s'havia popularitzat en certa manera per Michael Josef Gusikov, l'instrument del qual era el xilòfon de cinc fileres compost per 28 barres de fusta disposades en semitons en forma de trapezi i recolzades en suports de palla. No tenia ressonadors i es tocava ràpidament amb pals en forma de cullera. Segons el musicòleg Curt Sachs, Gusikov actuava en concerts de jardí, espectacles de varietats i com a acte de novetat en concerts simfònics.
El xilòfon occidental va ser utilitzat per les primeres bandes de jazz i al vodevil. El seu so brillant i viu funcionava bé amb la música de ball sincopada dels anys 20 i 30. Red Norvo, George Cary, George Hamilton Green, Teddy Brown i Harry Breuer eren usuaris coneguts. Amb el pas del temps, el xilòfon va ser superat en popularitat pel vibràfon de tecles metàl·liques, desenvolupat a la dècada de 1920. Un xilòfon amb un rang que s'estén cap avall al rang de la marimba s'anomena una xilorimba.
A les partitures orquestrals, un xilòfon pot indicar-se amb el francès claquebois, l'alemany Holzharmonika (literalment "harmònica de fusta"), o l'italià silofon. Xostakóvitx era especialment aficionat a aquest instrument; té un paper destacat en gran part de la seva obra, incloent-hi la majoria de les seves simfonies i el seu Concert per a violoncel núm. 2. Entre els xilòfons moderns hi ha Bob Becker, Evelyn Glennie i Ian Finkel.

## Ús en educació elemental

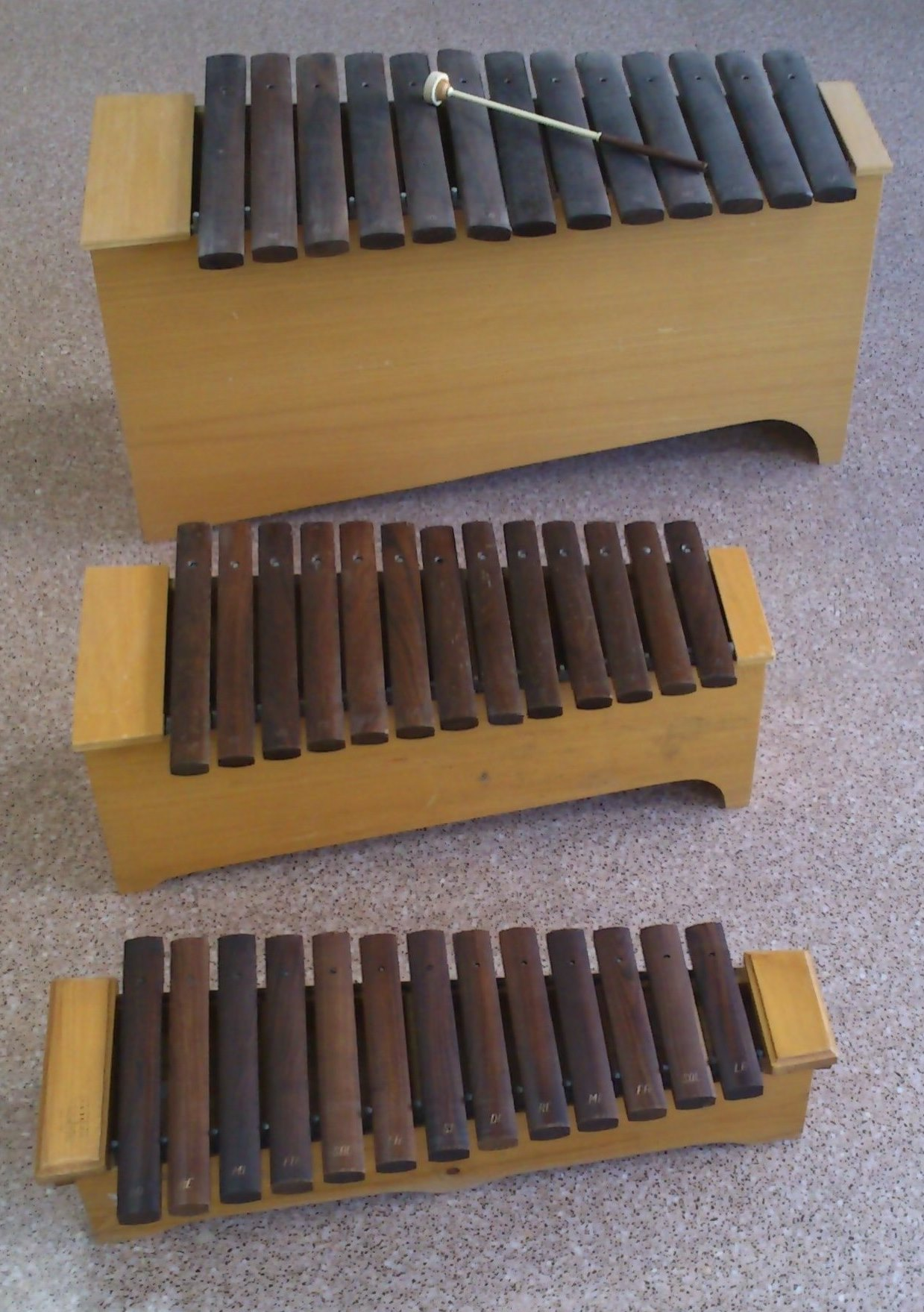
Tres xilòfons del mètode Orff.

El xilòfon forma part de l'orquestra escolar utilitzada en el mètode Orff. No s'utilitzen sovint versions cromàtiques, sinó diatòniques, muntades sobre una caixa acústica senzilla i d'una extensió que no sol superar l'octava i mitja. Els registres utilitzats són: baix, alt i soprano.
Segons Andrew Tracey, les marimbes es van introduir a Zimbabwe el 1960. La marimba zimbabuenca basada en la música shona també s’ha popularitzat a Occident, que va adoptar l’ús original d’aquests instruments per reproduir transcripcions de la música. La primera d'aquestes transcripcions s'havia utilitzat originalment per a l'educació musical a Zimbabwe.